# ブラジル野球ソフトボール連盟
ブラジル野球ソフトボール連盟（ブラジルやきゅうソフトボールれんめい、Confederação Brasileira de Beisebol e Softbol、略称: CBBS）は、ブラジルにおける野球・ソフトボールを統括する組織。

## 歴史
ブラジル野球の歴史は、日本からの移民とともに歩んできた。1916年にサンパウロで初めて野球の試合が行われた。その後、日本人学校などに野球の授業が採用されるなどして広まっていった。
1999年にはヤクルト商工が、イビウーナ市に当時としては国内最高峰の野球場を建設。2001年には連盟が同球場で野球アカデミー「ヤクルト野球アカデミー」を始めている。
最近では、ブラジル人選手がそのアカデミーを経験して、日本の高校に留学するケースが増えてきている。

## 事業

### 日本ブラジル親善高校野球
日本高等学校野球連盟と朝日新聞社が主催して、2007年の5月12日から5月20日にかけてブラジルの高校生世代にあたる選手を選抜してブラジル選抜を編成し、日本の群馬・茨城・福島・岐阜・三重・東京の各都道府県の選抜チームと対戦する親善試合が行われた。8試合行われ、ブラジル選抜の成績は3勝5敗であった。

### ソフトボール
ソフトボールの普及にも力を入れている。ブラジルではソフトボールはマイナースポーツであり、メディアへの露出も少ない。そこで、2007年のパンアメリカン競技大会に出場するブラジル女子代表チームの日系人選手たちが、グローブやバットを片手に上半身はユニフォームを着たセクシー写真を撮影、写真集を販売し、記念パーティも行われた。
連盟には複数の大手企業から支援の打診があったという。しかし、「試合に勝って話題になるのが選手。」という女子サッカー代表選手の批判もあった。

### 日本移民百周年記念事業
日本移民百周年になる2008年に、連盟主導で日本のデンソー女子ソフトボール部や、早稲田大学野球部、慶應義塾大学野球部をブラジルに招いた「早慶戦」や、9月に日本の高校選抜チームをブラジルに招く。10月には都市対抗野球大会の優勝チームがブラジルに渡る。
デンソー女子ソフトボール部は2月に来伯、ブラジル代表のソフトボールクラブチームと対戦する。なお、デンソーにはブラジル出身の染谷美佳投手が所属していた。
早稲田大学野球部と慶應義塾大学野球部は8月にブラジルへ渡る。まず各地で「早慶戦」を行い、その後各地のチームと試合を行う。
高校野球選抜チームは、全国高等学校野球選手権大会のベスト8に入ったチームから20人が選抜される。
社会人野球は、都市対抗野球大会の優勝チームが10月に来伯、ブラジル各地の実業団チームと対戦する。

## 会長
- 大塚ジョルジ